# Peng Shuai
Peng Shuai (în chineză: 彭帅; n. 8 ianuarie 1986, Xiangtan⁠(d), Republica Populară Chineză – disp. noiembrie 2021) este o jucătoare profesionistă de tenis din China. În februarie 2014 s-a clasat pe locul 1 mondial la dublu, devenind prima jucătoare de tenis chineză care a fost numărul unu în clasament (fie la simplu, fie la dublu). La simplu, cea mai bună clasare a fost locul 14 (august 2011). A câștigat două titluri la simplu și 22 la dublu în turnee internaționale. 
În carieră, ea a învins mai multe jucătoare care se aflau la un moment dat în fruntea clasamentului mondial, printre care  Kim Clijsters, Martina Hingis, Amélie Mauresmo, Anastasia Myskina, Elena Dementieva, Francesca Schiavone, Jelena Janković, Agnieszka Radwańska, Marion Bartoli și Vera Zvonareva.
La 2 noiembrie 2021, Peng a postat pe Weibo acuzând-l pe Zhang Gaoli că a constrâns-o să facă sex în urmă cu trei ani, când acesta s-a retras din Comitetul permanent al biroului politic al Partidului comunist chinez și din funcția de vicepremier al Chinei și cînd s-a terminat relația lor extraconjugală. Informațiile despre povestea ei au fost rapid cenzurate de guvernul chinez. Ulterior, Peng a dispărut din vizorul publicului, apărând în presa de stat două săptămâni mai târziu pentru mai multe apariții potențial puse în scenă. Într-un e-mail și un interviu video din decembrie ea a negat că ar fi acuzat pe cineva că a agresat-o sexual. Incidentul a stârnit îngrijorări internaționale persistente cu privire la siguranța, locul în care se află și capacitatea ei de a comunica liber. 

## Finale importante

### Finale deGrand Slam

#### Dublu: 2 (2 titluri)
| Rezultat   | An   | Turneu      | Suprafață | Partener     | Adversar                       | Scor          |
| ---------- | ---- | ----------- | --------- | ------------ | ------------------------------ | ------------- |
| Câștigător | 2013 | Wimbledon   | Iarbă     | Hsieh Su-wei | Ashleigh Barty Casey Dellacqua | 7–6(7–1), 6–1 |
| Câștigător | 2014 | French Open | Zgură     | Hsieh Su-wei | Sara Errani Roberta Vinci      | 6–4, 6–1      |

### Turneul Campioanelor

#### Dublu: 2 (1 titlu, 1 finală)
| Rezultat   | An   | Turneu    | Suprafață | Partener     | Adversar                         | Scor     |
| ---------- | ---- | --------- | --------- | ------------ | -------------------------------- | -------- |
| Câștigător | 2013 | Istanbul  | Hard (i)  | Hsieh Su-Wei | Ekaterina Makarova Elena Vesnina | 6–4, 7–5 |
| Finalist   | 2014 | Singapore | Hard (i)  | Hsieh Su-Wei | Cara Black Sania Mirza           | 1–6, 0–6 |

### Premier Mandatory/Premier 5

#### Dublu: 10 (8 titluri, 2 finale)
| Rezultat   | An   | Turneu       | Suprafață     | Partener          | Adversar                                  | Scor              |
| ---------- | ---- | ------------ | ------------- | ----------------- | ----------------------------------------- | ----------------- |
| Finalist   | 2007 | Charleston   | Zgură (verde) | Sun Tiantian      | Yan Zi Zheng Jie                          | 5–7, 0–6          |
| Câștigător | 2009 | Rome         | Zgură         | Hsieh Su-wei      | Daniela Hantuchová Ai Sugiyama            | 7–5, 7–6(7–5)     |
| Câștigător | 2009 | Beijing      | Hard          | Hsieh Su-wei      | Alla Kudryavtseva Ekaterina Makarova      | 6–3, 6–1          |
| Finalist   | 2010 | Tokyo        | Hard (i)      | Shahar Pe'er      | Iveta Benešová Barbora Záhlavová-Strýcová | 4–6, 6–4, [8–10]  |
| Câștigător | 2011 | Roma         | Zgură         | Zheng Jie         | Vania King Yaroslava Shvedova             | 6–2, 6–3          |
| Câștigător | 2013 | Roma         | Zgură         | Hsieh Su-wei      | Sara Errani Roberta Vinci                 | 4–6, 6–3, [10–8]  |
| Câștigător | 2013 | Cincinnati   | Hard          | Hsieh Su-wei      | Anna-Lena Grönefeld Květa Peschke         | 2–6, 6–3, [12–10] |
| Câștigător | 2014 | Doha         | Hard          | Hsieh Su-wei      | Květa Peschke Katarina Srebotnik          | 6–4, 6–0          |
| Câștigător | 2014 | Indian Wells | Hard          | Hsieh Su-wei      | Cara Black Sania Mirza                    | 7–6(7–5), 6–2     |
| Câștigător | 2014 | Beijing      | Hard          | Andrea Hlaváčková | Cara Black Sania Mirza                    | 6–4, 6–4          |

## Finale WTA

### Simplu: 6 (6 finale)
| Legendă (pre/post 2009)                      |
| -------------------------------------------- |
| Grand Slam tournaments (0–0)                 |
| WTA Tour Championships (0–0)                 |
| Tier I / Premier Mandatory & Premier 5 (0–0) |
| Tier II / Premier (0–2)                      |
| Tier III, IV & V / International (0–4)       |
| WTA 125 Series (1–0)                         |

| Rezultat | Nr. | An   | Turneu                                                                | Suprafață | Adversar           | Scor               |
| -------- | --- | ---- | --------------------------------------------------------------------- | --------- | ------------------ | ------------------ |
| Finalist | 1.  | 2006 | Internationaux de Strasbourg, Strasbourg, Franța                      | Zgură     | Nicole Vaidišová   | 6–7(7–9), 3–6      |
| Finalist | 2.  | 2008 | Forest Hills Tennis Classic, Forest Hills, Statele Unite ale Americii | Hard      | Lucie Šafářová     | 4–6, 2–6           |
| Finalist | 3.  | 2008 | Guangzhou International, Guangzhou, China                             | Hard      | Vera Zvonareva     | 7–6(7–5), 0–6, 2–6 |
| Finalist | 4.  | 2011 | Brussels Open, Bruxelles, Belgia                                      | Zgură     | Caroline Wozniacki | 6–2, 3–6, 3–6      |
| Finalist | 5.  | 2013 | Brussels Open, Bruxelles, Belgia                                      | Zgură     | Kaia Kanepi        | 2–6, 5–7           |
| Finalist | 6.  | 2014 | Shenzhen Open, Shenzhen, China                                        | Hard      | Li Na              | 4–6, 5–7           |